# Saint-Christophe-en-Brionnais
Pour les articles homonymes, voir Saint-Christophe.
Saint-Christophe-en-Brionnais est une commune française située dans le département de Saône-et-Loire, en région Bourgogne-Franche-Comté.

## Géographie

### Situation
Saint-Christophe-en-Brionnais est un village situé dans le sud de la Saône-et-Loire, à 11 km (à vol d'oiseau) du nord du département de la Loire. Comme son nom l'indique, il fait partie du Brionnais.[réf. nécessaire]
La commune de Saint-Christophe-en-Brionnais est située dans l'arrondissement de Charolles et depuis 2015 dans le nouveau canton de Chauffailles considérablement agrandi. Elle relevait jusqu'alors du canton de Semur-en-Brionnais aujourd'hui supprimé.[réf. nécessaire]
Mâcon est à 70 km à l'est, Lyon à 111 km au sud-est et Roanne (Loire) à 38 km au sud. Plus proches, La Clayette est à 12 km à l'est et Paray-le-Monial à 23 km au nord.

### Description
La forme générale  de son territoire serait approximativement quadratique sans une excroissance qui l'élargit dans sa partie nord-est.
Se trouvant incluse dans le bassin hydrographique de la rivière le Sornin, la commune de St-Christophe relève par sa géographie physique de la région roannaise tout en étant placée sur ses marges septentrionales. Sur le plan de la géographie humaine, sa situation lui vaut d'être tiraillée entre la zone d'attraction de plusieurs villes. La relative proximité de l'aire urbaine roannaise qui rassemble plus de 100 000 habitants permet de comprendre que par son activité commerciale, la diffusion de sa presse, etc. son rayonnement se fasse sentir à l'extérieur du département dont elle est chef-lieu d'arrondissement, jusque donc dans le Brionnais en l’occurrence.
Pour autant, le découpage administratif du pays joue son rôle et l'appartenance de la commune au département de Saône-et-Loire, outre la diffusion de la presse sud-bourguignonne, bénéficie notamment à la petite ville de Paray-le-Monial très proche, commerçante, touristiquement attractive et disposant par son hôpital d'un bon équipement sanitaire. En revanche l'attraction de villes comme Charolles ou Mâcon est, pour des raisons différentes, plus limitée ; dans le cas de  Charolles en dépit de son rôle de chef-lieu de l'arrondissement auquel appartient Saint-Christophe son faible poids démographique (2 800 habitants), dans le cas de Mâcon malgré son rôle de chef-lieu de département son relatif éloignement (67 km). Quant à Dijon, capitale régionale éloignée de 159 km, elle n'est pas susceptible de contrebalancer l'attraction de Lyon, la métropole du centre-est de la France, qui n'est éloignée de Saint-Christophe que d'à peine plus de 100 km.

### Communes limitrophes
Avec deux de ses voisines, Saint-Christophe confine sur d'importantes distances : notamment avec Vauban à l'est et au sud-est sur 8,36 km mais aussi avec Briant à l'ouest et au nord-ouest sur 6,38 km. La limite avec Oyé au nord est longue de 3,4 km. Ailleurs le contact est beaucoup plus réduit : 1,45 km au nord-est avec Vareilles, 1,2 km  au sud avec Ligny-en-Brionnais, 0,5 km au sud-ouest avec Saint-Julien-de-Jonzy.

### Hameaux, écarts et lieux-dits
Le Brionnais est par excellence un pays de bocage et le territoire municipal de Saint-Christophe en présente toutes les caractéristiques : prédominance des herbages, parcelles de forme irrégulière et de taille inégale encloses de haies vives, habitat dispersé et réseau serré de chemins ruraux. Dans ce type de paysage la répartition de la population multiplie les écarts — une quarantaine dans la commune — et les fermes isolées.
Répartis selon les différents secteurs de la commune, les lieux-dits sont les suivants :
- dans le bassin de la Belaine, la Noirie, le Grand Moulin, l'Orme de Lys, le Bois Bouton, Valtin, les Bains (nom qui évoque la source thermale autrefois exploitée) , Seuilly, le Mont, Noyer, Solin, Ronzières, les Cadoux, Loury, la Chaise.
- sur les hauteurs qui marquent la limite entre les versants, le Grand Bois, l'Homme Mort, les Beuclets, la  Journalière.
- dans le bassin du Bezo, Trélu, Bigotte, la Chepaille, Sernier, les Echets, les Bassets, le Grand Chemin, Naurin, les Brures, Fougère, Loury, Foumoux, la Chaise.
- quartiers périphériques du bourg, l'Orangerie, Montsac, le Porteau, la Chaie, les Ébaulais, l'Allée, Ponay.

Des noms s'attachent d'autre part à des garennes herbeuses ou boisées non habitées telles la Condemine, les Bourbes, En Mémont, les Grands Prés, les Crots sur le versant de la Belaine, Brosse Sauceron, Molaize, Pré de Chétat, Pré Ardent, les Mottes sur la ligne de partage des eaux, Prés de Bigotte, les Bodis, Fond Noir, Prés des Rios, les Cruseilles, le Crusey, les Mottières, les Franchises, le Bois des Faons sur le verant du Bezo.

### Relief
Les limites de la commune sont totalement artificielles. Aussi bien son territoire coiffe-t-il le bombement du Brionnais, non pas d'ailleurs dans sa partie la plus élevée, les altitudes culminantes n'étant atteintes que plus à l'ouest sur Sainte-Foy et Saint-Julien-de-Jonzy. À Saint-Christophe les altitudes sur le plateau central se maintiennent généralement au-dessus de 450 m. frôlant parfois les 500 m au nord comme au sud et les dépassant exceptionnellement à la limite de Ligny, où se de trouve le point culminant de la commune à 508 m.
L'altitude moyenne de l'espace communal s'établit à 422 m.[réf. nécessaire]

### Hydrographie
La surface du Plateau s'incline de deux façons opposées, partagée entre les bassins versants au nord-ouest de l'Arconce et au sud-est du Sornin. La ligne de partage des eaux traverse la commune, laissant au bénéfice de l'Arconce les 5,6 km2 que draine son tributaire la Belaine et 9,4 km2 au profit du Sornin par l'intermédiaire de son affluent le Bezo.
Belaine et Bezo prennent leur source sur la commune de Saint-Christophe, que la première parcourt sur 1,9 km et le second sur 5,5 km.
Le Bezo naît dans les parages des Bodis vers 469 m d'altitude, coule selon une direction nord-sud selon l'orientation du bombement brionnais et quitte la commune à 389 m. Sa pente moyenne est ainsi plutôt faible soit 15 m/km et il accomplit d'ailleurs une série de petits méandres dans la partie aval de son cours dans la commune. Tout son bassin versant participe de cette faible pente.
La Belaine naît sous le bourg de la commune à la Fontaine Saint-Martin à 402 m d'altitude et quitte le territoire de Saint-Christophe à une altitude de 333 m. En moins de 2 km d'un cours orienté nord-est-sud-ouest son talweg s'abaisse de 69 m. Cette dénivelé correspond donc à une pente forte de 36 m/km. Ainsi se creuse dans le nord-ouest de la commune une zone déprimée organisée autour du sillon de la Belaine, dont la direction est due à l'orientation générale du bombement brionnais, zone  où les altitudes s'abaissent au-dessous de 350 m et qui fait contraste avec l'aspect de plateau que revêt le sud-est du territoire communal.

### Géologie
Le substrat géologique du territoire communal est formé de terrains secondaires calcaires, marnes, grès, schistes mais qui n'apparaissent que là où l'érosion fluvatile les a dégagés, essentiellement dans le sillon de la Belaine, là où elle a été le plus active et a atteint même le cristallin du socle. Ailleurs le plateau est recouvert de larges épandages de formations d'altération ou résiduelles, qui plus à l'ouest dans le Brionnais intéressent de vastes surfaces.[réf. nécessaire]
À l'instar des communes de la partie orientale du bombement brionnais, St-Christophe présente un faible taux de boisement - 3,29 % - quoique supérieur à celui de certaines de ses voisines (Baudemont 1,81 %, St-Laurent-en-Brionnais 1,39 %) mais très éloigné des taux de la proche montagne beaujolaise (Ranchal 67 %) ou de l'ouest brionnais (Semur 45 %). Les qualités pédologiques des sols sédimentaires, la modestie des altitudes et l'absence de rigueurs hivernales se sont conjuguées pour occasionner un défrichement précoce de ce territoire. Les secteurs boisés couvrant au total 50 ha, constitués dans l'ensemble de feuillus, se rencontrent à l'extrême sud de la commune où le seul Bois des Faons en représente les 3/4.[réf. nécessaire]

### Voies de communication
Tandis que certaines communes brionnaises ne sont reliées à leurs environs que par une seule route départementale (Saint-Laurent-en-Brionnais, Vauban), Saint-Christophe est bien desservie par le réseau routier. Trois routes sillonnent en effet son territoire dont la fréquentation est d'ailleurs bien différente. La plus passante est la D 989 qui intéresse la commune sur 6 km, voie essentielle à l'échelle régionale qui relie d'est en ouest La Clayette à Marcigny sans traverser à proprement parler le bourg de la commune. Venant se greffer transversalement sur la D 989 une autre départementale D 20 dont un tronçon sert d'abord sur 500 m de rue centrale du bourg sous le nom de Grande Allée de Tenay (ancienne allée menant au château) et se dirige ensuite vers le nord en direction de Paray-le-Monial. La circulation est plus réduite sur le tronçon sud de la D 20 qui depuis la sortie occidentale du bourg se dirige cap au sud vers Ligny-en-Brionnais en parcourant 2 km sur la commune. Enfin, prenant naissance elle aussi sur la D 989 mais à l'est du bourg, une troisième voie départementale prend la direction du sud vers Saint-Maurice-lès-Châteauneuf, quittant la commune au bout de 2,7 km. Au total c'est donc 13 km de routes qui desservent le territoire de Saint-Christophe où le rapport route départementale/superficie est de 860 m/km2. (330 m. dans le cas de la commune voisine de Vauban, 15 m. à Saint-Laurent-en-Brionnais). Comme dans d'autres localités rurales, certains grands chemins communaux remplissent les fonctions de route. Ainsi en va t-il pour un chemin rectiligne de 2 km reliant le bourg au hameau de Sernier, corde de l'arc sur le trajet vers Saint-Maurice-lès-Châteauneuf qu'il raccourcit de près d'un kilomètre puisqu'il rejoint dans ce hameau la D 113.
La gare la plus proche est la Gare de La Clayette - Baudemont, qui se trouve à 11 km. Plusieurs trains circulant dans les deux sens s'arrêtent chaque jour dans cette gare.
La ligne TGV de Paris à Marseille peut être rejointe en direction de Lyon à la Gare de Mâcon-Loché-TGV distante de 66 km de Saint-Christophe ou en direction de Paris à la gare de Montchanin-Le Creusot à 71 km.
L'aéroport le plus proche, celui de Lyon-Saint-Exupéry, se trouve à 137 km de la commune.

### Climat
Pour des articles plus généraux, voir Climat de la Bourgogne-Franche-Comté et Climat de Saône-et-Loire.
En 2010, le climat de la commune est de type climat océanique dégradé des plaines du Centre et du Nord, selon une étude du Centre national de la recherche scientifique s'appuyant sur une série de données couvrant la période 1971-2000. En 2020, Météo-France publie une typologie des climats de la France métropolitaine dans laquelle la commune est dans une zone de transition entre le climat océanique altéré et le climat de montagne ou de marges de montagne et est dans la région climatique Centre et contreforts nord du Massif Central, caractérisée par un air sec en été et un bon ensoleillement.
Pour la période 1971-2000, la température annuelle moyenne est de 10,4 °C, avec une amplitude thermique annuelle de 16,3 °C. Le cumul annuel moyen de précipitations est de 917 mm, avec 11,7 jours de précipitations en janvier et 7,9 jours en juillet. Pour la période 1991-2020, la température moyenne annuelle observée sur la station météorologique de Météo-France la plus proche, « Briant », sur la commune de Briant à 3 km à vol d'oiseau, est de 11,7 °C et le cumul annuel moyen de précipitations est de 930,7 mm. 
La température maximale relevée sur cette station est de 40 °C, atteinte le 12 août 2003 ; la température minimale est de −14,7 °C, atteinte le 31 décembre 1996,,.
Les paramètres climatiques de la commune ont été estimés pour le milieu du siècle (2041-2070) selon différents scénarios d'émission de gaz à effet de serre à partir des nouvelles projections climatiques de référence DRIAS-2020. Ils sont consultables sur un site dédié publié par Météo-France en novembre 2022.

## Urbanisme

### Typologie
Au 1er janvier 2024, Saint-Christophe-en-Brionnais est catégorisée commune rurale à habitat dispersé, selon la nouvelle grille communale de densité à sept niveaux définie par l'Insee en 2022.
Elle est située hors unité urbaine et hors attraction des villes,.

### Occupation des sols
L'occupation des sols de la commune, telle qu'elle ressort de la base de données européenne d’occupation biophysique des sols Corine Land Cover (CLC), est marquée par l'importance des territoires agricoles (93,4 % en 2018), une proportion sensiblement équivalente à celle de 1990 (93,6 %). La répartition détaillée en 2018 est la suivante : prairies (91,4 %), forêts (3,3 %), zones urbanisées (3,2 %), zones agricoles hétérogènes (2,1 %). L'évolution de l’occupation des sols de la commune et de ses infrastructures peut être observée sur les différentes représentations cartographiques du territoire : la carte de Cassini (XVIIIe siècle), la carte d'état-major (1820-1866) et les cartes ou photos aériennes de l'IGN pour la période actuelle (1950 à aujourd'hui).

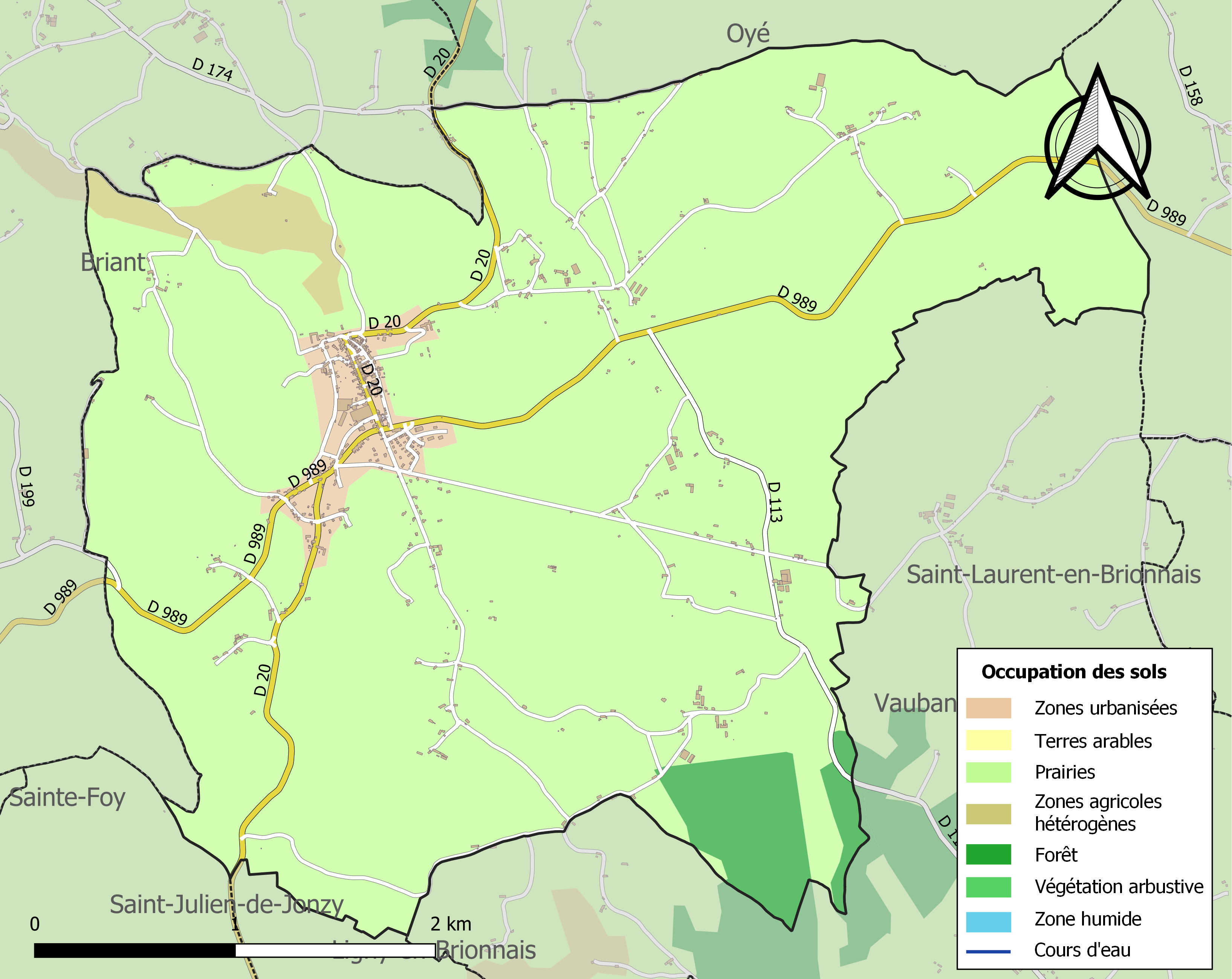
Carte des infrastructures et de l'occupation des sols de la commune en 2018 (CLC).

## Histoire
Au cours de la Révolution française, la commune porta provisoirement le nom de Bel-Air-les-Foires.

## Politique et administration
| Période                                  | Période                   | Identité                  | Étiquette | Qualité                       |
| ---------------------------------------- | ------------------------- | ------------------------- | --------- | ----------------------------- |
| 1813                                     | 1834                      | Claude Moreau             |           | Notaire                       |
| 1834                                     | 1851                      | Gilbert Bouchacourt       |           | Médecin                       |
| 1851                                     | 1870                      | Denis-Marie Bergerand     |           | Notaire                       |
| 1870                                     | 1874                      | Antoine Bouchacourt       |           | ancien officier, propriétaire |
| 1874                                     | 1876                      | Denis-Maxime Meileurat    |           | Propriétaire                  |
| 1876                                     | 1881                      | Louis-Antoine Bouchacourt |           | Propriétaire                  |
| 1881                                     | 1887                      | Benoît Alamartine         |           | Cultivateur                   |
| 1888                                     | 1889                      | Jean-Baptiste Ronget      |           | Propriétaire                  |
| 1889                                     | 1892                      | Claude Marie Farnier      |           | Propriétaire                  |
| 1892                                     | 1894                      | Benoît Alamertine         |           | Cultivateur                   |
| 1894                                     | 1907                      | Jean Gaget                |           | Huilier                       |
| 1908                                     | 1932                      | Jean Fayolle              |           | Horloger                      |
| 1932                                     | 1833                      | Jean-Baptiste Nigay       |           | Propriétaire                  |
| 1933                                     | 1945                      | Joseph Morel              |           | Médecin                       |
| 1945                                     | 1989                      | Alexis Raquin             |           | Propriétaire                  |
| mars 2001                                | juillet 2020              | Jean-François Peguet      |           |                               |
| juillet 2020                             | novembre 2022 (démission) | Jean-François Soulard     |           |                               |
| janvier 2023                             | En cours                  | Bernard Patteuw           |           |                               |
| Les données manquantes sont à compléter. |                           |                           |           |                               |

## Démographie
L'évolution du nombre d'habitants est connue à travers les recensements de la population effectués dans la commune depuis 1793. Pour les communes de moins de 10 000 habitants, une enquête de recensement portant sur toute la population est réalisée tous les cinq ans, les populations de référence des années intermédiaires étant quant à elles estimées par interpolation ou extrapolation. Pour la commune, le premier recensement exhaustif entrant dans le cadre du nouveau dispositif a été réalisé en 2007.

En 2022, la commune comptait 513 habitants, en évolution de −1,91 % par rapport à 2016 (Saône-et-Loire : −1,06 %, France hors Mayotte : +2,11 %).
| 1793  | 1800 | 1806  | 1821  | 1831  | 1836  | 1841  | 1846  | 1851  |
| ----- | ---- | ----- | ----- | ----- | ----- | ----- | ----- | ----- |
| 1 010 | 910  | 1 016 | 1 294 | 1 357 | 1 330 | 1 340 | 1 331 | 1 329 |

| 1856  | 1861  | 1866  | 1872  | 1876  | 1881  | 1886  | 1891  | 1896  |
| ----- | ----- | ----- | ----- | ----- | ----- | ----- | ----- | ----- |
| 1 264 | 1 265 | 1 221 | 1 185 | 1 238 | 1 212 | 1 225 | 1 216 | 1 153 |

| 1901  | 1906 | 1911 | 1921 | 1926 | 1931 | 1936 | 1946 | 1954 |
| ----- | ---- | ---- | ---- | ---- | ---- | ---- | ---- | ---- |
| 1 035 | 955  | 917  | 805  | 771  | 764  | 789  | 765  | 722  |

| 1962 | 1968 | 1975 | 1982 | 1990 | 1999 | 2006 | 2007 | 2012 |
| ---- | ---- | ---- | ---- | ---- | ---- | ---- | ---- | ---- |
| 703  | 724  | 625  | 593  | 547  | 513  | 489  | 486  | 509  |

| 2017 | 2022 | - | - | - | - | - | - | - |
| ---- | ---- | - | - | - | - | - | - | - |
| 527  | 513  | - | - | - | - | - | - | - |

L'histoire démographique de St-Christophe a fait passer la commune par les trois phases que comporte classiquement l'évolution de la population des communes rurales de la région.
La première phase a été marquée comme ailleurs au début du XIXe siècle par une croissance de la population courte dans le cas de St-Christophe, qui s'est terminée rapidement. En 1831 le nombre d'habitants est passé par un pic avec 1 357 personnes vivant dans la commune (dans la plupart de communes de la région cette première phase couvre toute la première moitié voire les trois quarts du XIXe siècle). Pendant cette courte période de trente ans (1800-1831), la population avait tout de même augmenté  de près de 50 %.
Une phase moins caractérisée est représentée par une longue séquence de stagnation couvrant les deux derniers tiers du XIXe siècle au cours de laquelle restant élevé le nombre d'habitants d'ailleurs fluctuant mais soutenu par une forte natalité  n'avait évolué à la baisse que de 8 %.
La seconde phase « classique » de cette histoire démographique a été caractérisée par un fort déclin de la population. À St-Christophe, son originalité réside dans sa longue durée (commencée vers 1835, elle ne s'est terminée que voici une dizaine d'années); son ampleur avait pourtant été plus modérée que dans d'autres localités de la région : en plus d'un siècle la population municipale n'avait perdu « que » 60 % de ses effectifs alors que certaines communes de la proche montagne beaujolaise avaient connu une véritable hémorragie démographique perdant pour certaines d'entre elles les 4/5 de leur substance humaine. .L'exode rural intervient pour une bonne part dans ce déclin s'agissant du moins du XIXe siècle ; c'est l'époque où la main d'œuvre rurale en sureffectifs quitte les villages pour trouver à s'employer dans l'industrie des petites et grandes villes. Au XXe siècle s'y ajoutent l'effet des pertes humaines de la Grande Guerre et du fort ralentissement de la natalité. Il ne restait plus que 486 personnes à Saint-Christophe en 2007.
À l'instar de ce qui s'est produit dans bien des localités rurales de la région une reprise démographique s'est manifestée au cours de la dernière décennie dans la commune qui a porté à 527 le nombre de Saint-Christophiens en 2017 soit une croissance modeste de 8 %.

## Économie
De par la renommée de son marché hebdomadaire Saint-Christophe-en-Brionnais occupe une place à part parmi les localités bourguignonnes. Ce marché aux bestiaux exclusivement consacré aux bovins de race charolaise date du XVe siècle et a lieu depuis plusieurs décennies sous un foirail couvert. L'établissement de la vente au cadran en 2009 lui a conféré la première place en France pour ce type de transaction.
L'agriculture joue tout naturellement un rôle primordial dans la vie économique de la commune même si le nombre des exploitations s'y est  considérablement réduit au cours des dernières décennies comme cela s'est  produit en général dans les campagnes. Il y en avait 60 en 1988, 31 en 2000, 19 en 2010, il en reste 11 actuellement. On compte ainsi dans la commune une exploitation pour 48  habitants soit une proportion moins forte que dans certaines communes environnantes (1 pour 45 à Vareilles, 1 pour 23 à Vauban). La surface agricole utile totale - 1 627 ha - est aujourd'hui légèrement supérieure à ce qu'elle était précédemment.
La pédologie et le climat expliquent la part écrasante des herbages - 1 387 ha - par rapport aux labours, 31 ha. Toutes les exploitations de la commune pratiquant l'élevage bovin relèvent de la filière viande, avec des cheptels de race charolaise, activité conforme à la spécialité dominante dans la région. Le nombre de têtes de bétail s'est accru depuis 2010 passant de 1 968 à 2 288.
Les exploitations se consacrant à l'élevage bovin sont réparties essentiellement dans l'est de la commune regardant vers le Bezo l'une au lieudit Trélu, deux dans le secteur Sernier-le-Grand-Chemin, deux au lieudit Fougère, deux autres  au lieudit Loury. Il en est une d'autre part au lieudit Valtin tandis qu'une autre encore a son siège au lotissement de l'Allée près du bourg.
Deux autres exploitations enfin sont différemment spécialisées, l'une dans l'élevage caprin au lieudit les Cadoux l'autre dans l'élevage avicole au Bois Bouton.
Le bourg, particulièrement étoffé pour une commune rurale comme il a été dit plus haut, rassemble un grand nombre d'activités de services notamment dans les domaines commercial et artisanal groupées dans la rue centrale ou Grande Allée de Tenay : une boulangerie-pâtisserie, un magasin d'alimentation générale, deux boucheries-charcuteries, un café vendant le tabac et la presse, deux restaurants, deux salons de coiffure. Des artisans sont également présents dans le bourg ou dans ses abords : un électricien, un menuisier, un charpentier, un travailleur forestier. L'hébergement de villégiateurs est assuré par deux maisons proposant des chambres d'hôtes. À cela viennent s'ajouter une agence bancaire et un cabinet d'assurances, une entreprise d'autocars de tourisme et un garage de mécanique automobile. L'offre de santé est représentée par une officine de pharmacie et un cabinet infirmier. L'existence d'un  cabinet vétérinaire se trouve pleinement justifiée à Saint-Christophe.
À l'extérieur du bourg on rencontre un charpentier au lieudit le Taillis de Noyer, un céramiste et une entreprise de taxi-ambulance au lieudit le Grand Bois, deux gites ruraux l'un à Noyer l'autre à Sernier.

## Vie locale
Le marché aux bovins
Le marché aux bovins de Saint-Christophe-en-Brionnais a une existence qui remonte à la fin du XVe siècle. Il résulte des trois foires qui furent instituées et établies à perpétuité à Saint-Christophe-en-Brionnais par le roi Charles VIII, par décision d'avril 1488 faisant suite aux « remontrances et supplications de messire Jean de Tenay, écuyer, seigneur comte de Saint-Christophe ». Un édit de Louis XIII du 18 novembre 1627 fixe au mercredi le marché hebdomadaire. Par ordonnance de Louis XVIII, du 19 janvier 1820, les douze foires annuelles sont fixées au troisième jeudi de chaque mois.
Le marché aux bovins a été rénové en 2009. Son toit est entièrement recouvert de panneaux photovoltaïques, soit près d'un hectare.
Malgré une régression démographique, Saint-Christophe-en-Brionnais reste néanmoins une ville importante du Brionnais et du Charolais, grâce à ce marché réunissant chaque mercredi tous les éleveurs de la région.
Le marché comprend deux espaces :
- un marché traditionnel, « de gré à gré » ;
- un marché au cadran, créé en 2009[26].

## Culture locale et patrimoine
La commune est le siège d'une association consacrée à l'histoire et au patrimoine, et qui rayonne sur le Brionnais : Mémoire brionnaise, fondée au printemps 1998, qui s'est fixée pour but « de défendre et promouvoir le patrimoine culturel brionnais (partie intégrante du Charolais et de la Bourgogne du Sud) sous toutes ses formes et par tous moyens appropriés, en particulier la publication périodique d'ouvrages comportant des articles de synthèse et de vulgarisation des diverses disciplines ». Elle publie depuis 1999 une revue portant le même nom que l'association, éditée chaque semestre (52e numéro en décembre 2024).

### Lieux et monuments
Parmi les principaux lieux et monuments de Saint-Christophe-en-Brionnais figurent :
- l'église Saint-Christophe, reconstruite au cours du XIXe siècle (transept en 1870, abside en 1890)[27] ;
- le marché aux bovins ;
- la tour d'entrée de l'ancien château fort ;
- l'ancienne école du Montsac (ouverte dans les dernières années du XIXe siècle par les sœurs de la congrégation de Saint-Joseph de Lyon), siège du Centre d'études des patrimoines (CEP) du Charolais-Brionnais[28].

### Personnalités liées à la commune
- Édouard Bonnefoy, (1899-1945), haut fonctionnaire et résistant ;
- Robert Dugas-Vialis, (1883-1965), artiste peintre (plusieurs de ses toiles et croquis ont pour sujet le village de Saint-Christophe), petit-fils d'Adrien et Marguerite Meaudre, ancien propriétaire du château de Saint-Christophe-en-Brionnais (établissement thermal).

## Images

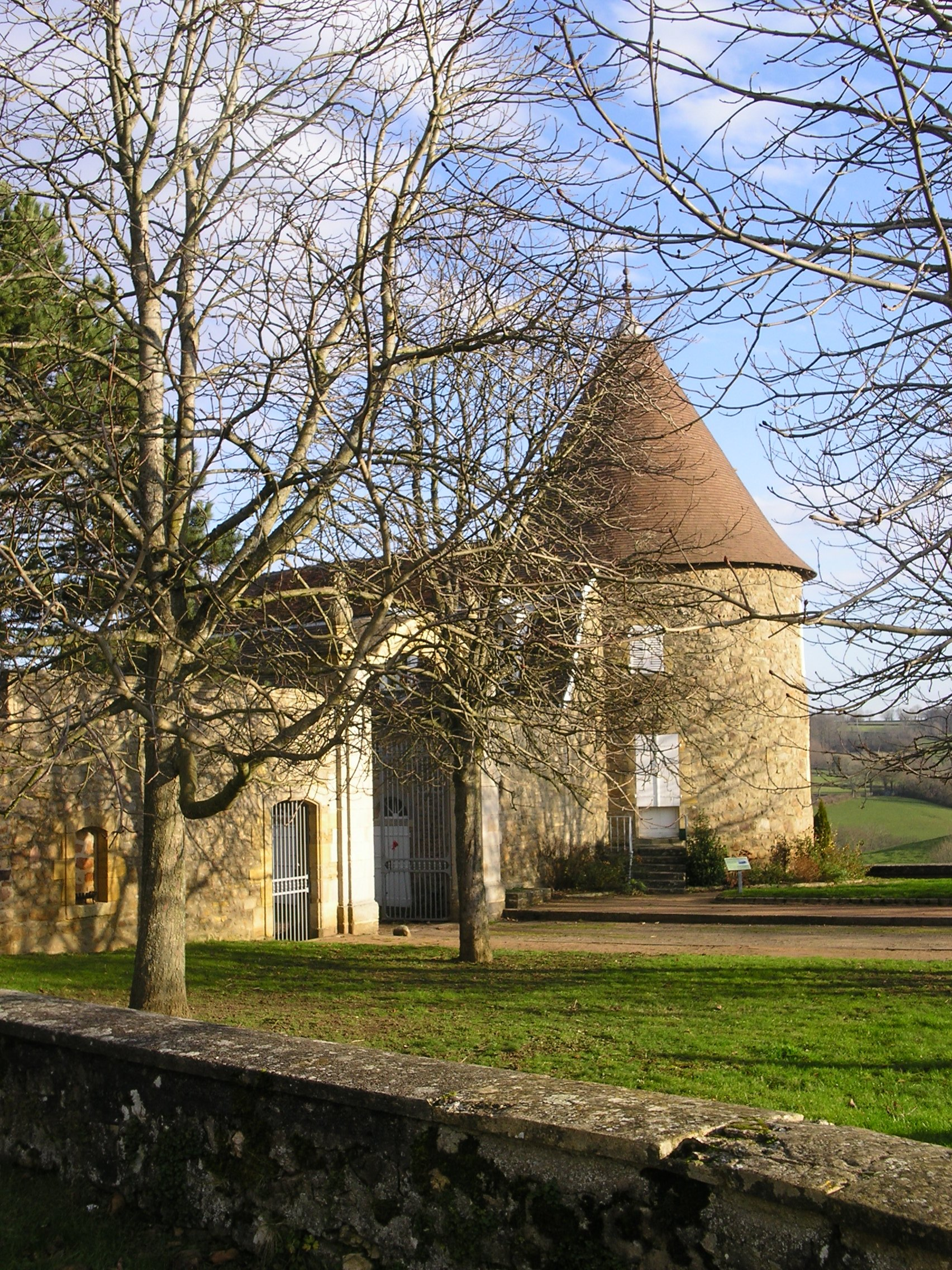
Tour d'entrée de l'ancien château fort.
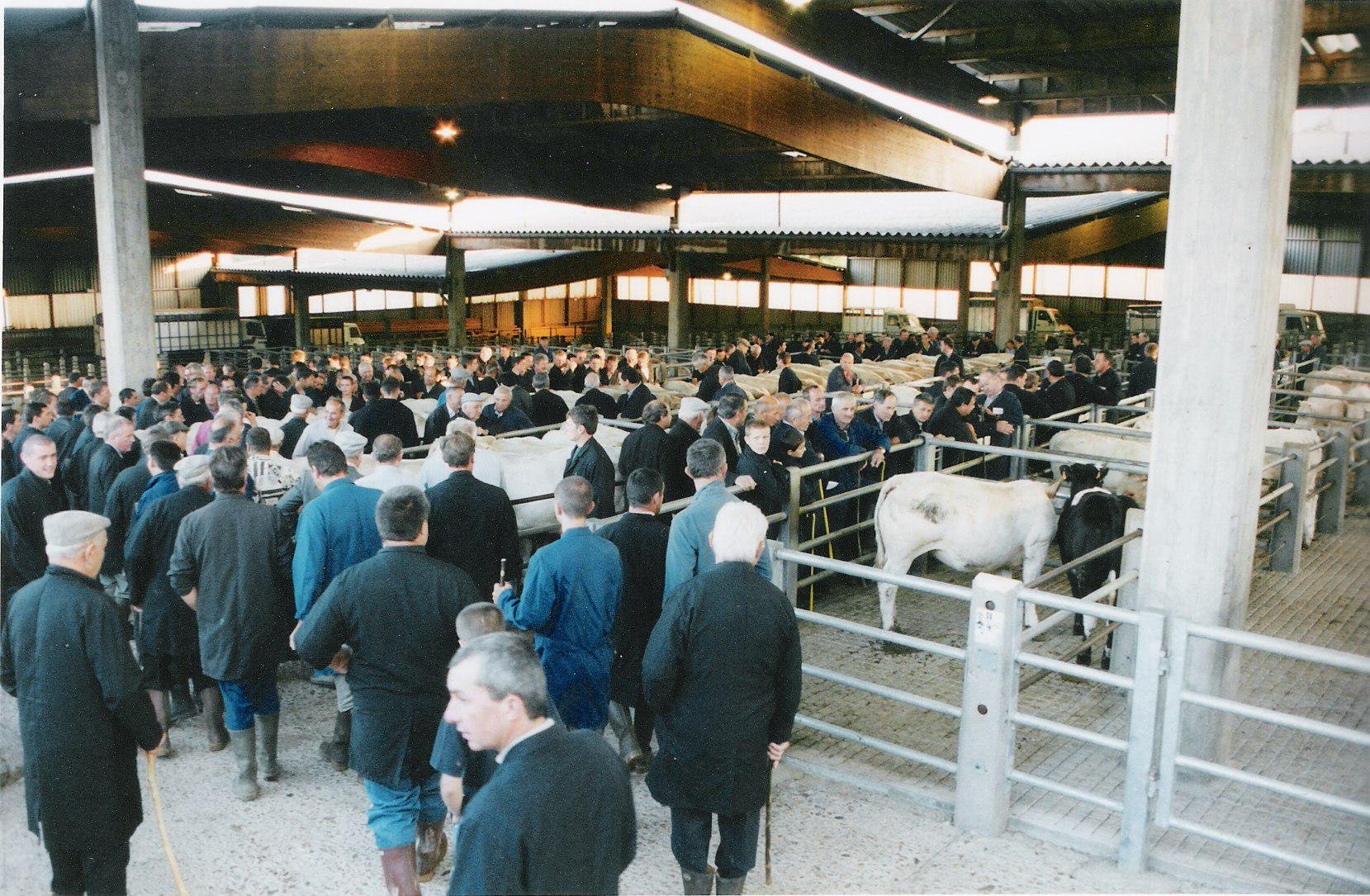
Marché aux bovins : veaux, vaches et chevillards.
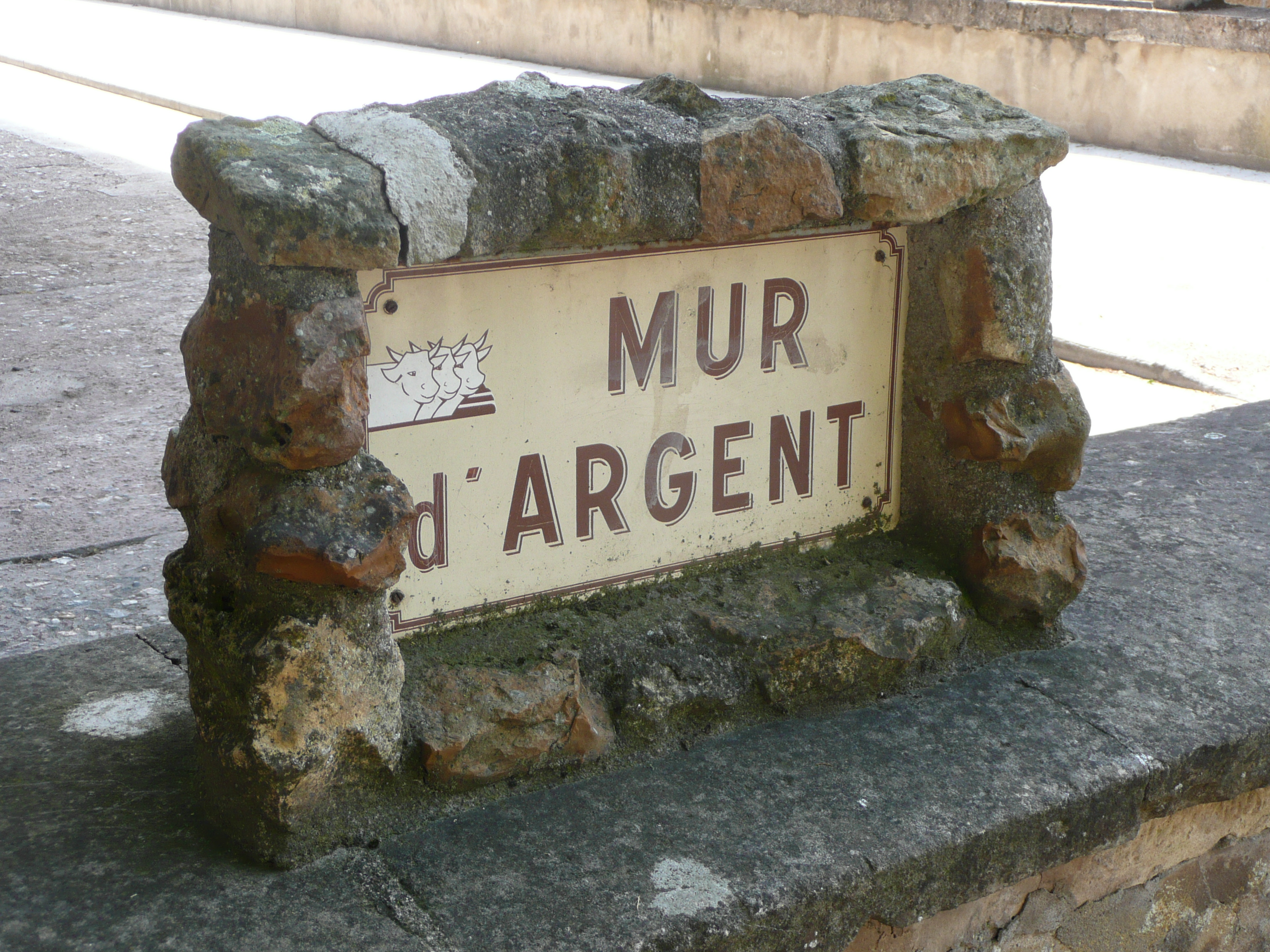
Mur d'argent du marché, où s’échangeait l'argent des transactions entre vendeurs et acheteurs.
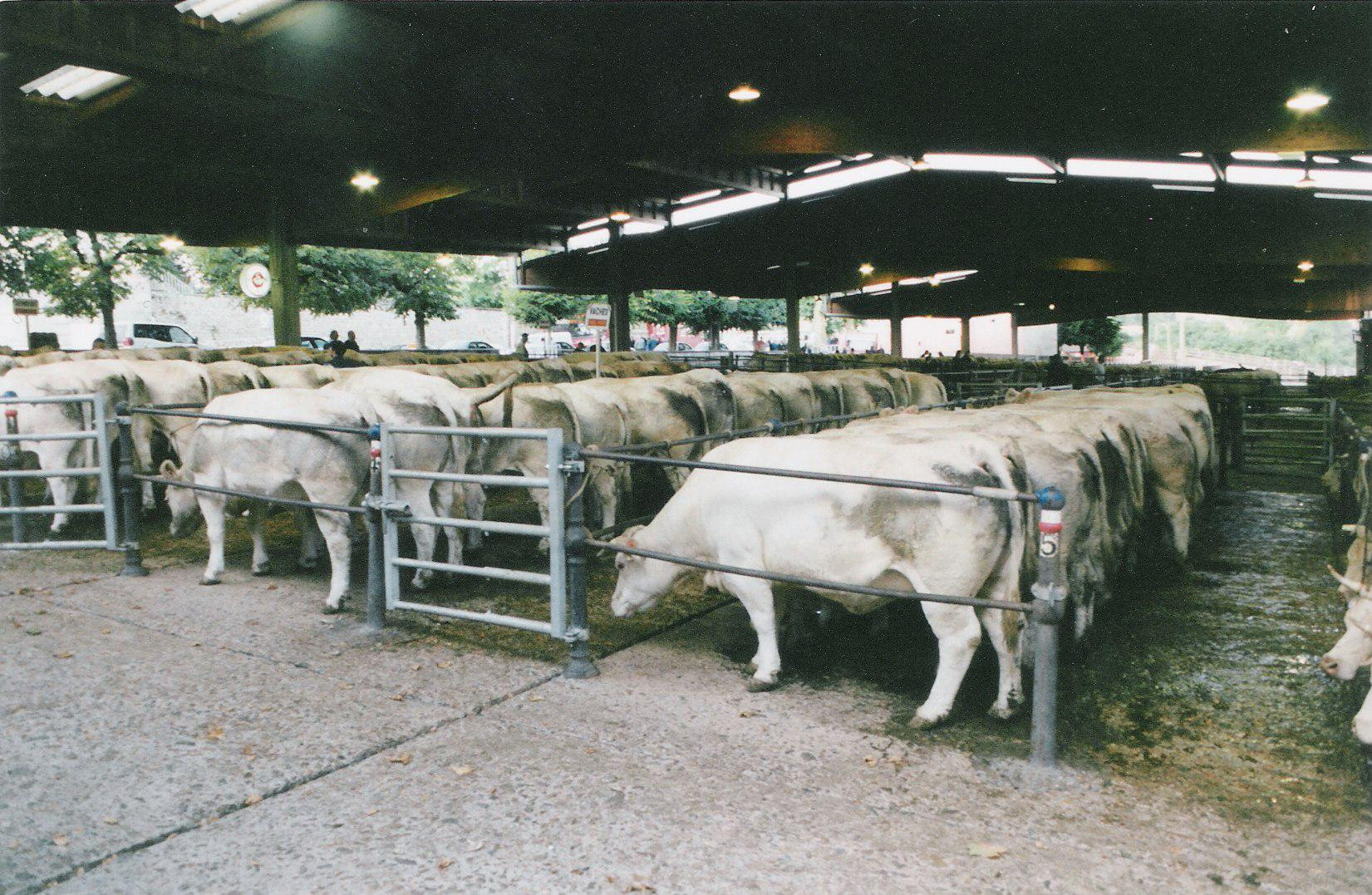
Vaches charolaises.
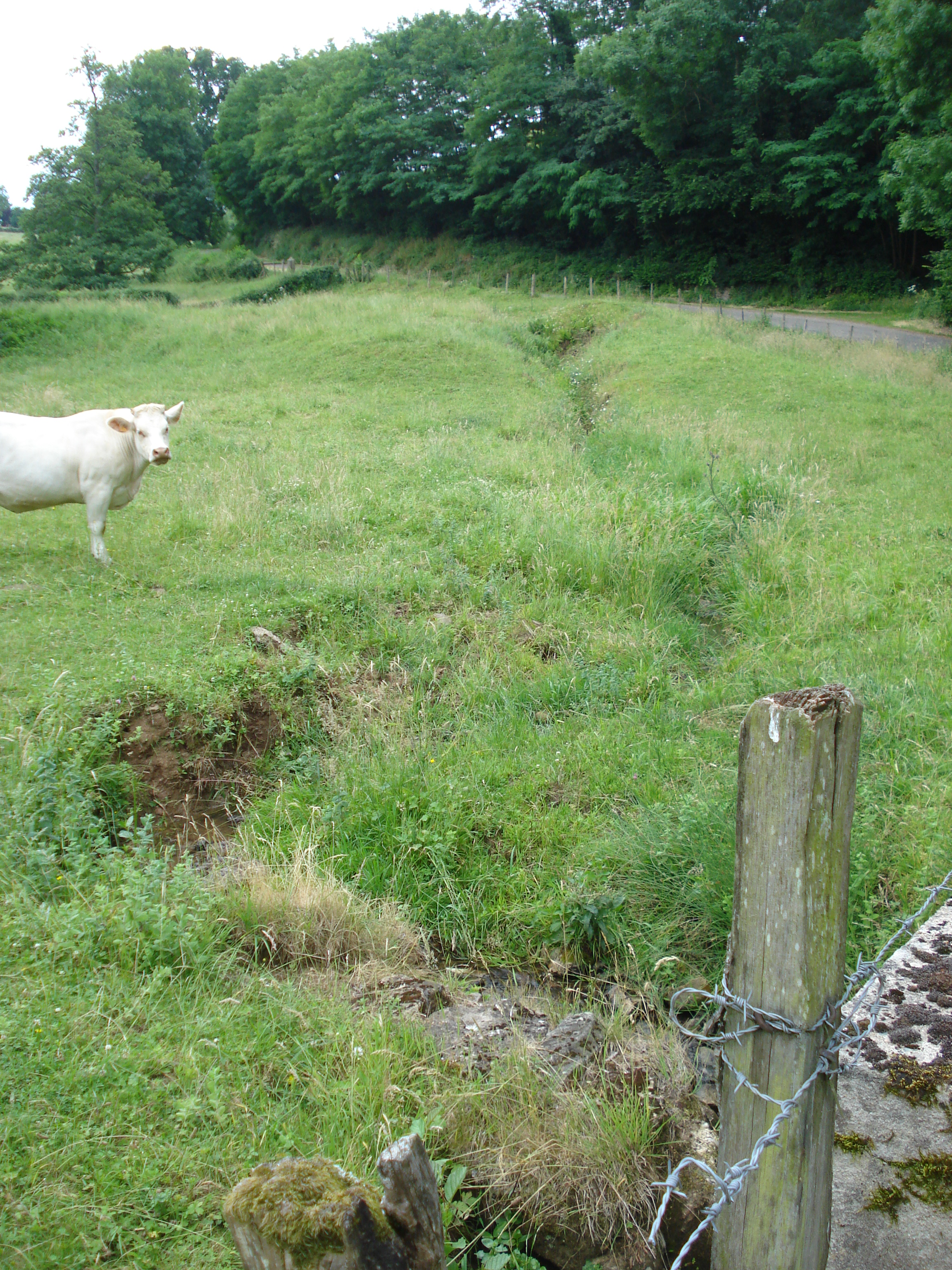
La Belaine près de sa source à Saint-Christophe-en-Brionnais.
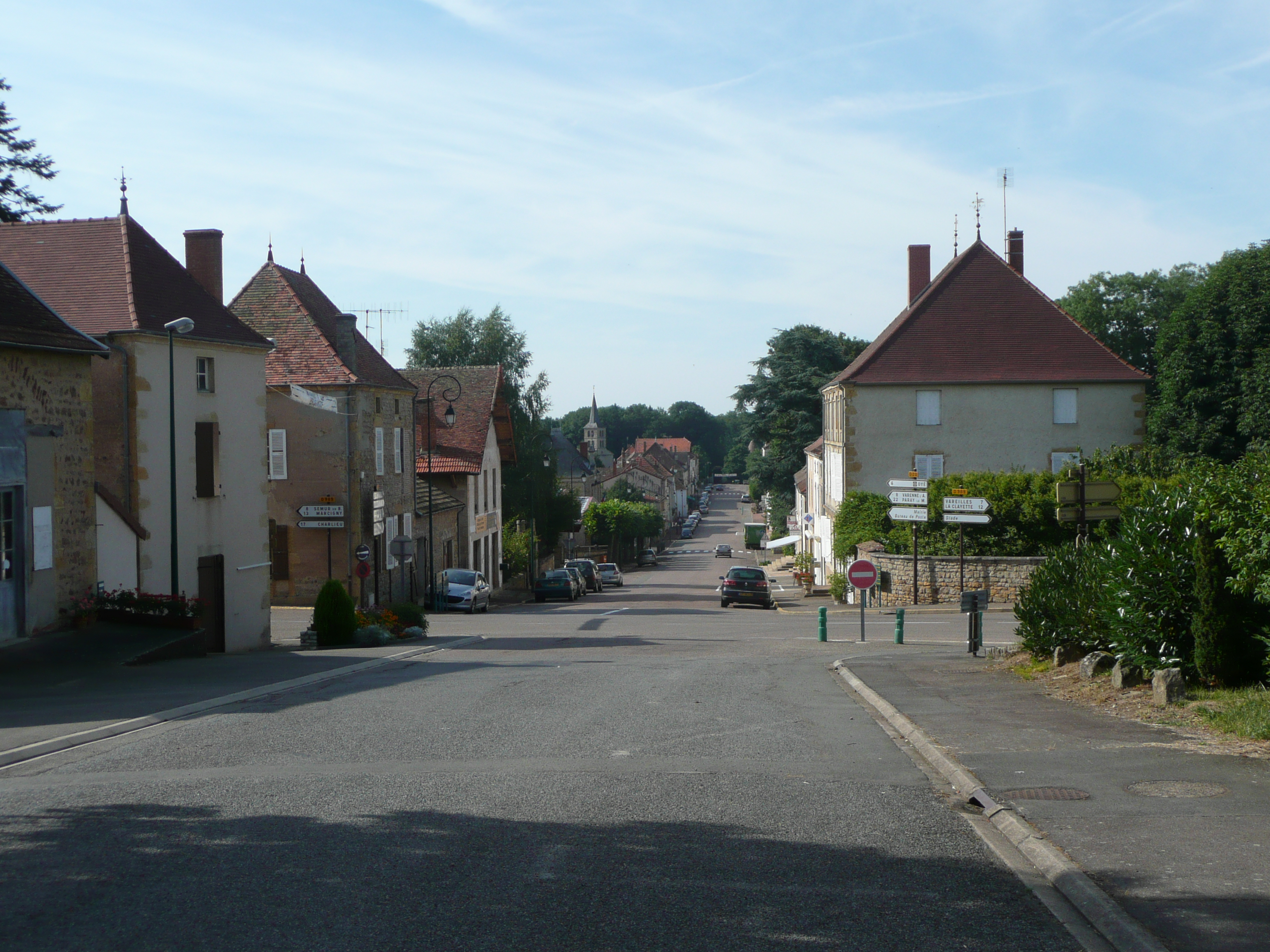
Rue principale.
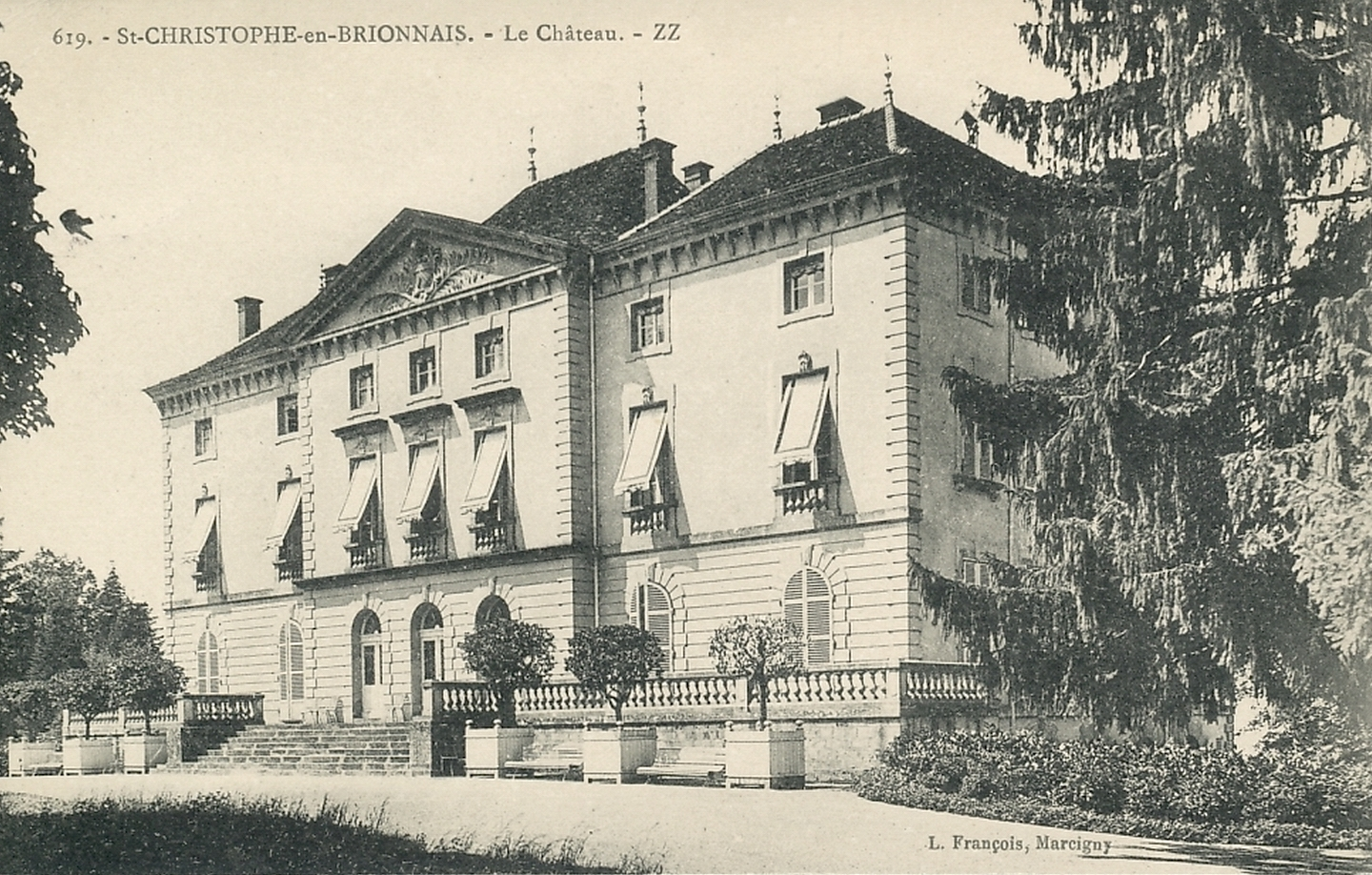
Château de Saint-Christophe-en-Brionnais, ex-établissement thermal.

## Pour approfondir